# سيول ضبعة ومليح (2018)
سيول ضبعة ومليح أو سيول 9 نوفمبر هي سيول وفيضانات وقعت مساء يوم الجمعة الموافق 9 نوفمبر 2018 م في مناطق من جنوب ووسط الأردن، بعد أقل من أسبوعين من حادث سيول البحر الميت 2018 .تركزت السيول في منطقة ضبعة على الطريق الصحراوي، جنوب العاصمة عمان، وفي مليح في الأردن؛ وأظهرت مقاطع فيديو تناقلتها المواطنون على مواقع التواصل الاجتماعي سيولا قوية طينية جارفة تضرب مناطق مليح والواله ووادي هيدان، بينما أظهرت لقطات أخرى آلاف السياح الأجانب وقد حاصرتهم المياه في مدينة البتراء الأثرية. 
تسببت السيول بأضرار جسيمة للبنية التحتية وانهيار للتربة. وأدى الحادث لوقوع 12 وفاة من بينهم م أحد الغواصين المساهمين في عمليات الإنقاذ وإصابة 12 شخص  كما تم إخلاء نحو 3804 سيّاح، منهم 3762 سائحاً من مدينة البتراء . أعلن الديوان الملكي تنكيس علم ساريته على المدخل الرئيسي لمدة 3 أيام، حداداً على أرواح الضحايا. 